# Rudolf Nebel
Rudolf Nebel (21 mars 1894, 18 septembre 1978) est un pionnier allemand du vol spatial, qui a activement participé à la Verein für Raumschiffahrt (ou VfR, pour Société pour la navigation dans l'espace) dans les années 1930, et puis à la reconstruction de l'industrie spatiale allemande après la Seconde Guerre mondiale.

## Biographie

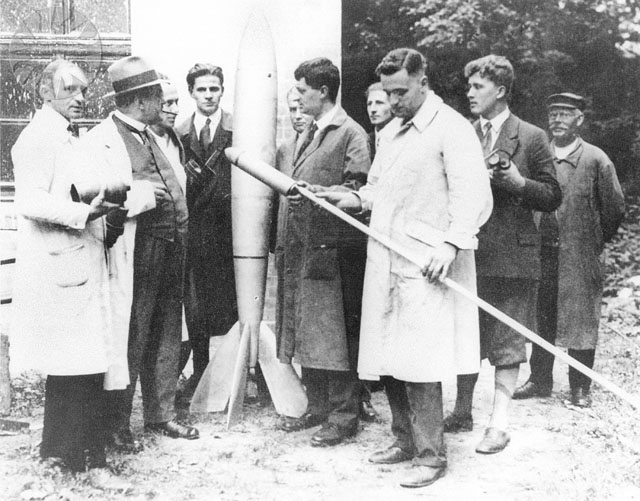
Oberth, von Braun, etc. 1930 VFR german rocket society

Nebel est né à Weißenburg in Bayern et fit des études d'ingénieur. Il fut un des premiers membres de la VfR, et fut présent lors de l'échec de Hermann Oberth à lancer une fusée publicitaire lors de la première du film La Femme sur la Lune de Fritz Lang.
Il participa beaucoup à sa société comme porte-parole, organisa des campagnes de donations, et négocia avec la ville de Berlin pour que la VfR puisse utiliser un ancien dépôt de munitions comme pas de tir (Raketenflugplatz). Il négocia aussi avec la ville de Magdebourg pour organiser un tir de fusée emportant un homme, projet qui ne vit pas le jour.
Il s'opposa à la militarisation des fusées, et, contrairement à ses collègues Wernher von Braun et Klaus Riedel, refusa de rejoindre l'équipe de développement de l'armée dirigée par le capitaine Walter Dornberger, qui remplaça la VfR. Wernher von Braun tenta durant la seconde guerre mondiale de le faire rejoindre son équipe, mais les SS ne lui faisaient pas confiance et stoppèrent les tractations.
Après la seconde guerre mondiale, Nebel encouragea son pays à reprendre les recherches sur les fusées. Il participa aux premières réunions de la Fédération internationale d'astronautique, et tint une lecture publique à Cuxhaven en 1951 qui fut un des éléments permettant la réouverture de l'ancienne base militaire à fin de pas de tir de fusées.
Il mourut à Düsseldorf en 1978.